# 1902 en bande dessinée

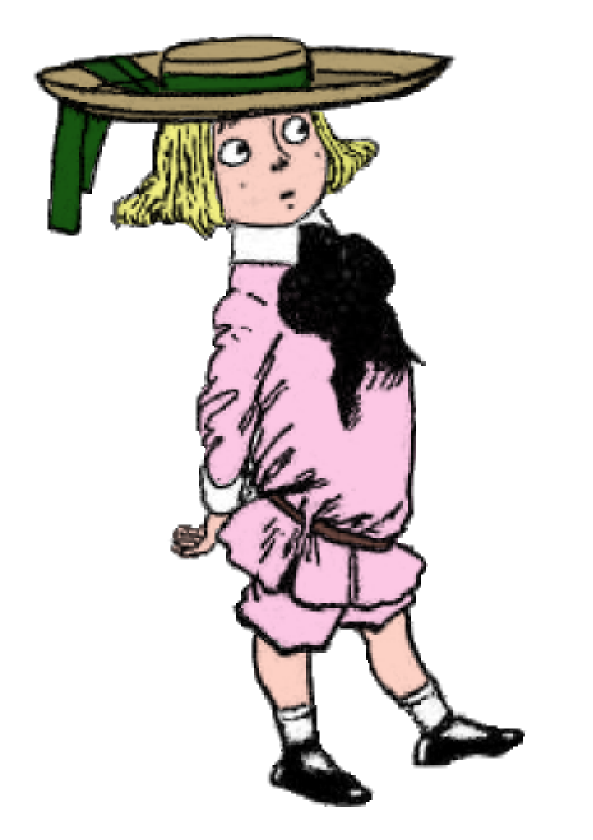
Buster Brown

| Années de la bande dessinée : 1899 - 1900 - 1901 - 1902 - 1903 - 1904 - 1905    |
| Décennies de la bande dessinée : 1870 - 1880 - 1890 - 1900 - 1910 - 1920 - 1930 |

Cet article présente les faits marquants de l'année 1902 en bande dessinée.

## Évènements
- Création de Buster Brown par Richard Felton Outcault.

## Nouveaux albums
Voir aussi : Bandes dessinées des années 1900
| Sortie | Titre       | Scénariste | Dessinateur | Coloriste | Éditeur |
| ------ | ----------- | ---------- | ----------- | --------- | ------- |
| ?      | à compléter |            |             |           |         |
| ?      | …           |            |             |           |         |

## Naissances
- 21 mars : Al Smith auteur de comic strips
- 26 juin : Lynd Ward, auteur de comics
- 5 septembre : Orrin C. Evans, auteur de comics
- 9 février : Fred Harman
- 2 juillet : Auguste Liquois
- William Ritt, auteur de comics